# Schlacht von Bourgthéroulde
Die Schlacht von Bourgthéroulde in Grand Bourgtheroulde ereignete sich am 26. März 1124 zwischen Streitkräften des Königs Heinrich I. von England unter der Führung von Odo Borleng und Rebellen unter der Führung von Waleran de Beaumont. Die Schlacht fand südwestlich von Rouen im Herzogtum Normandie statt, nicht weit vom Schlachtfeld der Schlacht von Bremule, die fünf Jahre zuvor ausgetragen worden war. Das Gefecht endete mit einem englischen Sieg und der Gefangennahme von Waleran de Beaumont.

## Vorgeschichte
Nach dem Untergang des weißen Schiffs 1120, wobei Heinrichs einziger Sohn und Erbe, William Ætheling, ums Leben gekommen war, heiratete dieser eine neue Frau. Doch trotz seiner Bemühungen um einen neuen Erben zeichnete sich schon bald ein Konflikt zwischen Heinrich und seinem ehemaligen Verbündeten, Fulko von Anjou, ab. Dessen Tochter war mit Wilhelm Adelin verheiratet gewesen und Fulko verlangte nun das die Mitgift seiner Tochter, mehrere Ländereien in Maine, an ihn zurückgegeben werden sollten. Fulko verlobte dann auch noch eine weitere seiner Töchter mit Wilhelm Clito der einen Anspruch auf das Herzogtum der Normandie besaß.
Mit Unterstützung von Fulko gelang es Wilhelm Clito schließlich, viele normannische Adlige auf seine Seite zu ziehen, welche schließlich 1123 rebellierten, woraufhin Heinrich gezwungen war, mit einer Streitkraft in der Normandie zu landen. Am 26. März 1124 trafen schließlich ein englisches Aufklärungskontingent unter Odo Borleng und die Rebellen unter ihrem Anführer Waleran de Beaumont aufeinander.

## Verlauf
Odo Borleng befahl seinen Rittern abzusitzen und einen Schildwall zu bilden, während er Bogenschützen auf den Flanken positionierte. Die Rebellen, deren Streitkraft größtenteils aus Rittern bestand, entschieden sich sofort zum Angriff. Doch während sie sich im Angriff auf Odos Truppen befanden gerieten sie in einen Hinterhalt der von Odo positionierten Bogenschützen, die viele ihrer Pferde töteten. Infolge trafen die Rebellen desorganisiert auf das Zentrum der königlichen, welches der Attacke aufgrund ihres fehlenden Momentums problemlos standhielt. Schon bald begannen die Rebellen zu fliehen und wurden dabei von der berittenen Reserve Odos verfolgt. Viele Anführer der Rebellen wurden dabei getötet oder gefangen genommen, so auch Waleran de Beaumont.

## Folgen
Obwohl an dem kleinen Gefecht relativ wenige Soldaten teilnahmen, war es insofern von Bedeutung, dass Waleran de Beaumont dabei gefangen genommen wurde. Viele der gefangenen adeligen Rebellen wurden als Strafe geblendet. Die Schlacht untergrub somit die Moral der nun führerlosen lokalen Adelsschicht, worauf es Heinrich gelang das Herzogtum der Normandie zurückzuerobern und durch Bestechung des Papstes die Heirat zwischen Fulkos Tochter und Wilhelm Clito aufzulösen.